# إدوارد إل. أونيل
إدوارد إل. أونيل (بالإنجليزية: Edward L. O’Neill)‏ هو سياسي أمريكي، ولد في 10 يوليو 1903 في الولايات المتحدة، وتوفي في 12 ديسمبر 1948 في الولايات المتحدة. حزبياً، نشط في الحزب الديمقراطي. وقد انتخب عضو مجلس النواب الأمريكي.